# Západy: cykly a rapsodie (Vrchlický)
Západy: cykly a rapsodie – tomik wierszy czeskiego poety i dramaturga Jaroslava Vrchlickiego, opublikowany w Pradze w 1907 nakładem oficyny J. Otty. Tom zawiera utwory pisane w latach 1903-1906. W zbiorku znalazły się cykle: Báseň letního dne, Láska, Hry, Elegie podzimní, Večerní stesk, Příchod vesny, Pod jednu podobiznu, Večerní krajiny, Stará alegorie, Nové hebrejské melodie, Holubb, Lyrické zlomky z nedokončeného románu, Rapsodie historické i Epilog. Wśród wykorzystywanych przez poetę form wersyfikacyjnych jest strofa saficka 11/11/11/5, użyta w wierszach Láska, Saxa loquuntur i Dějinná chvíle. 

V klínu všecky kvetoucí růže léta,
jde v svět Láska veliká, vítězící,
cítíš, jak se dotýká všeho dechem,
kamkoli vstoupí!
Vzduchem horkým kadeře hladí v letu,
ústa ladí k polibkům i ty ruce,
které v dálku vzpínaly toužné dlaně,
objímat učí!

Zwrotki Vrchlickiego realizują metrum SsSsSssSsSs/SssSs.